# Донья (Италия)
Донья (итал. Dogna) — коммуна в Италии, располагается в регионе Фриули-Венеция-Джулия, в провинции Удине.
Население составляет 219 человек (2008 г.), плотность населения составляет 4 чел./км². Занимает площадь 70 км². Почтовый индекс — 33010. Телефонный код — 0428.
Покровителем коммуны почитается святой Лаврентий, празднование 10 августа.

## Демография
Динамика населения:

## Администрация коммуны
- Официальный сайт: http://www.comune.dogna.ud.it/ Архивная копия от 29 сентября 2011 на Wayback Machine